# مرسدس-بنز

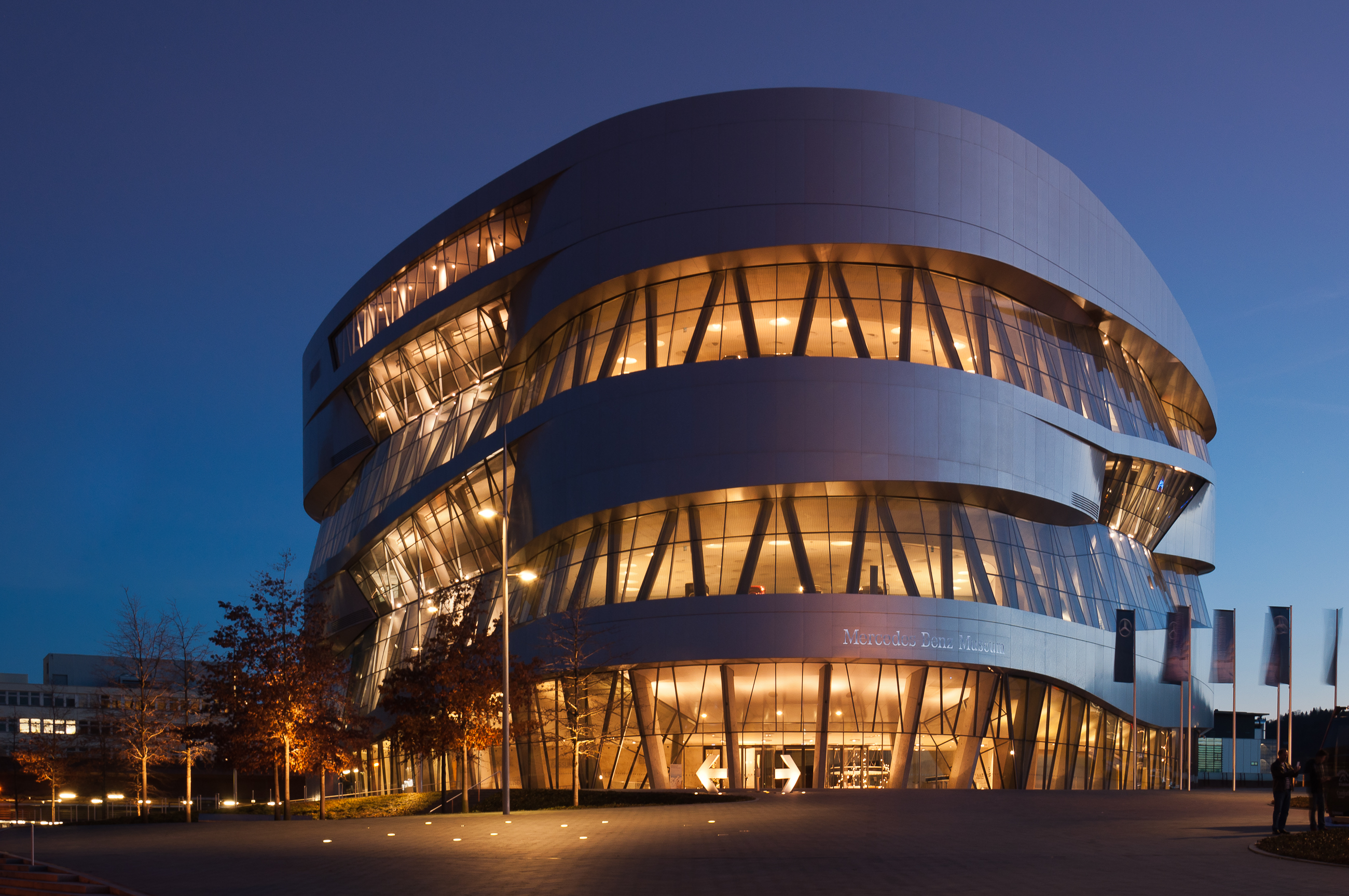
موزه مرسدس بنز

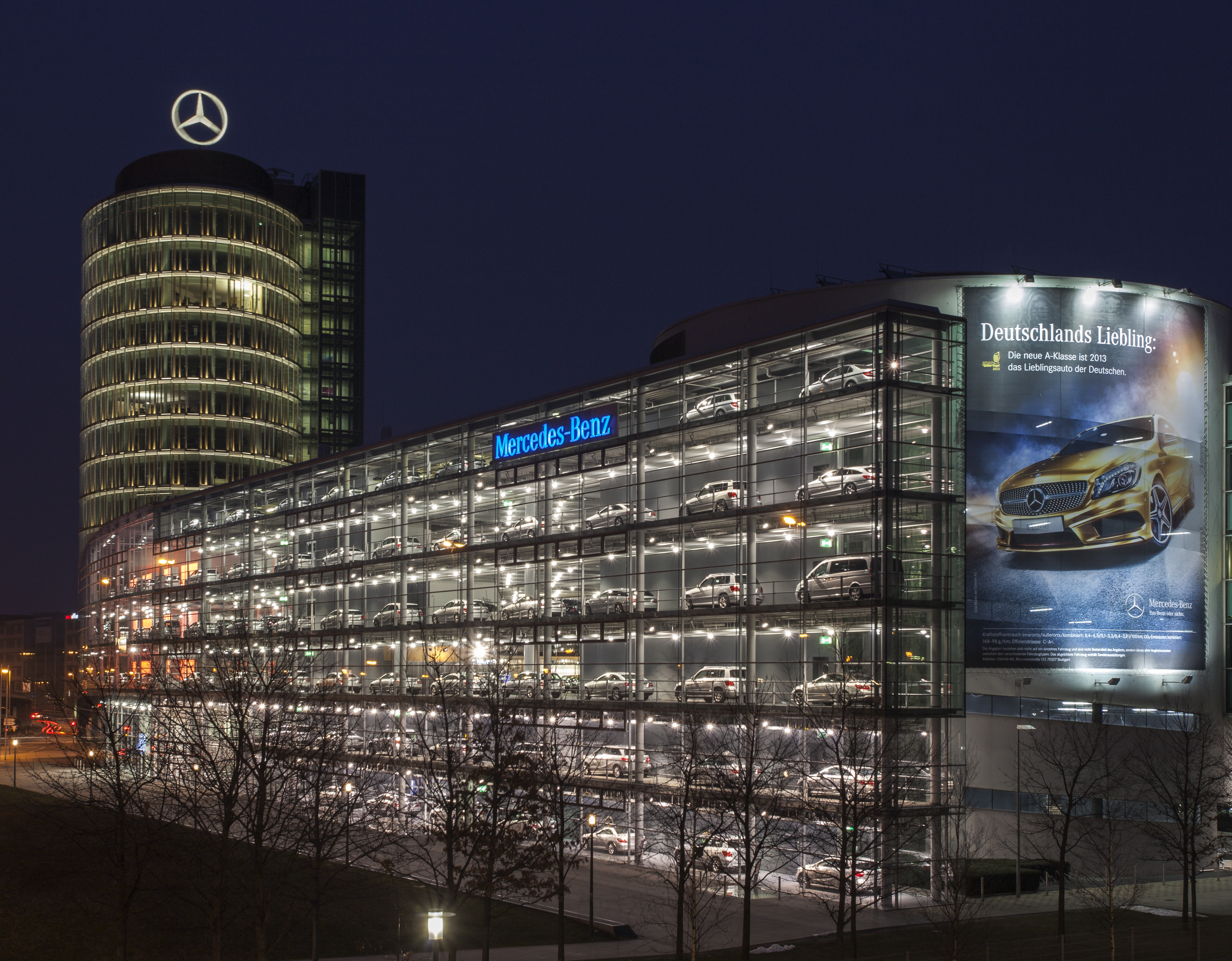
نمایندگی مرسدس بنز در مونیخ آلمان

مرسدس بنز (به آلمانی: Mercedes-Benz) شرکت خودروسازی آلمانی و از زیرمجموعه‌های گروه مرسدس-بنز است، که در زمینه طراحی، توسعهٔ فناوری و تولید انواع خودروهای لوکس، همچنین ارائه خدمات مالی (لیزینگ و بیمه خودرو) و نیز تعمیر خودرو فعالیت می‌نماید. کارخانه اصلی و دفتر مرکزی شرکت مرسدس بنز در شهر اشتوتگارت قرار دارد.
شرکت دایملر موتورن گیزلشافت (به اختصار: دِ. اِم. گِ) در سال ۱۸۹۰ توسط گوتلیب دایملر و ویلهلم مایباخ تأسیس شد. در آوریل ۱۹۰۰ امیل یلنیک، تاجر و سرمایه‌گذار خودرو، طی یک قرارداد پیشنهادی معادل ۵۵۰ هزار مارک آلمان را به دِ. اِم. گِ داد جهت طراحی خودرویی اسپرت به مِیباخ پیشنهاد داد. خودرو درخواستی یلینک مشخصاتی بسیار پیشرفته‌تر از خودروهای زمان خود داشت. به دلیل علاقه بسیار یلینک به دخترش مرسدس یلنیک، نام او را برای خودروی خود انتخاب کرد و نخستین خودرو با برند دایملر-مرسدس پس موفقیت مایباخ در طراحی خودروی موردنظر یلینک تولید شد. شرکت دِ. اِم. گِ به دلیل موفقیت چشمگیر سری خودروهای مرسدس، این نام را برای همیشه برای خودروهای تولیدی خود حفظ کرد.
در سال ۱۹۲۶ شرکت دایملر بنز از ادغام دو شرکت دایملر موتورن گیزلشافت (دِ. اِم. گِ) و بنز اند سی تأسیس شد و از تاریخ ۲۸ ژوئن ۱۹۲۶ کارخانجات دو شرکت، تولیدات خود را با برند مرسدس-بنز به بازار عرضه کردند.
در سال ۱۹۹۷ پس از ادغام دایملر بنز با شرکت خودروسازی آمریکایی کرایسلر و تشکیل دایملرکرایسلر آگ، این شرکت مدیریت مرسدس بنز را در اختیار گرفت. در سال ۲۰۰۷ در پی خریداری کرایسلر، توسط شرکت مدیریت سرمایه سربروس و انحلال دایملرکرایسلر، شرکت دایملر آگ تشکیل شد.
مرسدس بنز همراه با آئودی و ب‌ام‌و و پورشه چهار خودروساز مشهور و لوکس آلمانی هستند، که به‌عنوان پرفروش‌ترین خودروسازان لوکس جهان، شناخته می‌شوند.

## تغییرات لوگو در طول تاریخ
در ژوئن ۱۹۰۹، دایملر موتورن گسلشافت (DMG) هر دو ستاره سه‌پر و چهارپر را به عنوان نشان تجاری به ثبت رساند، اما تنها از ستاره سه‌پر استفاده شد. برای DMG، این ستاره نماد اهداف گوتلیب دایملر برای موتوری‌سازی جهانی بود: در زمین، آب و هوا.

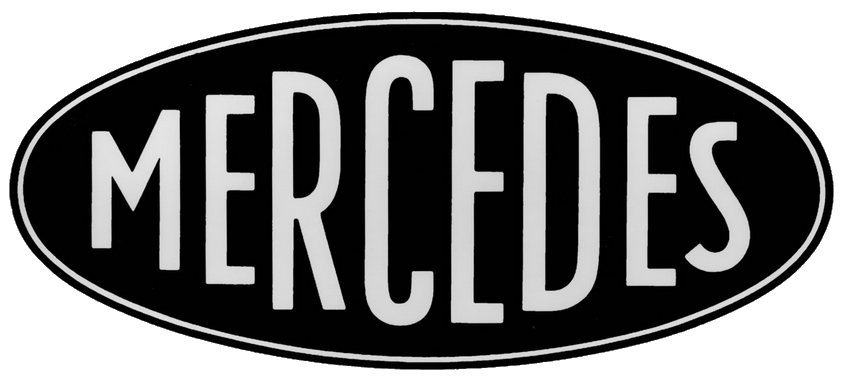
۱۹۰۲-۱۹۰۹
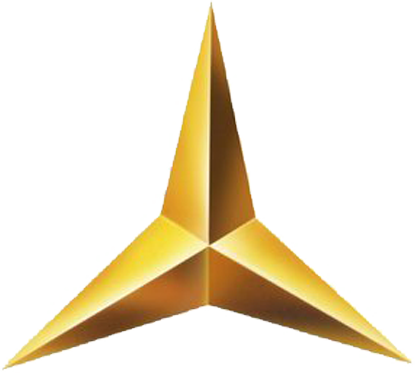
۱۹۰۹-۱۹۱۶
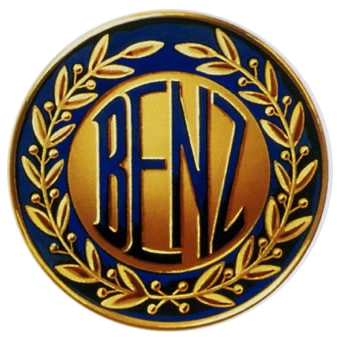
۱۹۰۹-۱۹۱۶
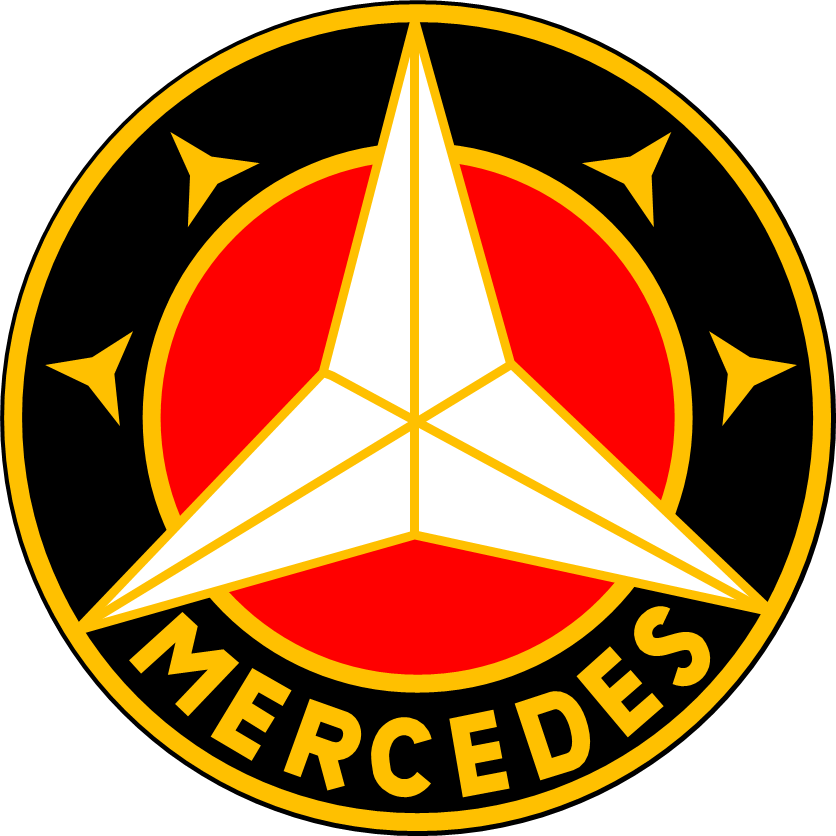
۱۹۱۶-۱۹۲۶
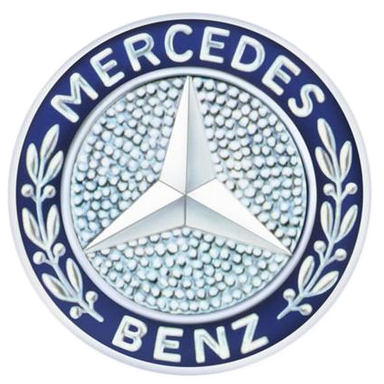
۱۹۲۶-۱۹۸۰
۱۹۸۰-۱۹۸۹
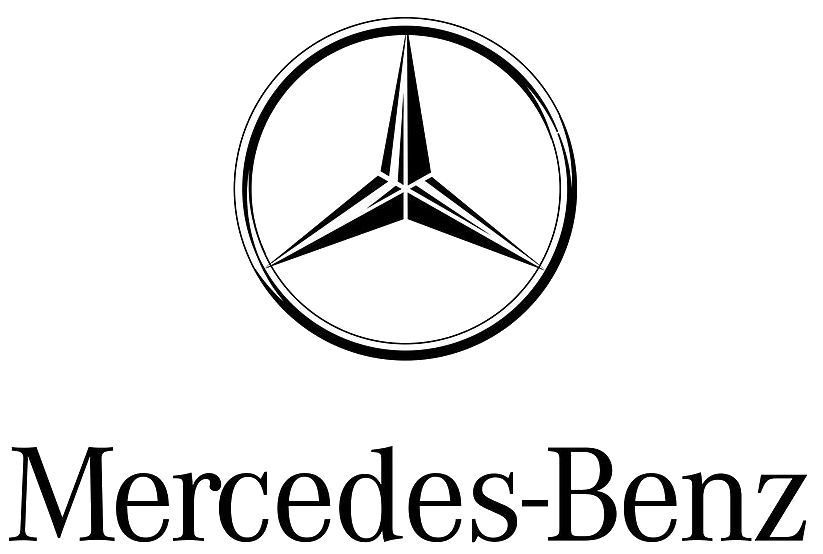
۱۹۸۹-۲۰۰۸
۲۰۱۰-تا اکنون

## مدل‌ها
کلاس A
کلاس B
کلاس C
کلاس CL
کلاس CLA
کلاس CLK
کلاس CLS
کلاس E
کلاس G
کلاس GL
کلاس GLA
کلاس GLB (از ژوئیه ۲۰۱۹)
کلاس GLC
کلاس GLE (از سال ۱۹۹۸ تا ۲۰۱۵ کلاس M نامیده می‌شد)
کلاس GLK
کلاس GLS
کلاس S
کلاس SL
کلاس SLK (تا سال ۲۰۱۶)
SLC (از سال ۲۰۱۶به نام کلاس SLK تغییر یافت)
کلاس V
AMG GT
AMG GT 4-Door Coupé
کلاس X
کلاس AVTR

## تاریخچه

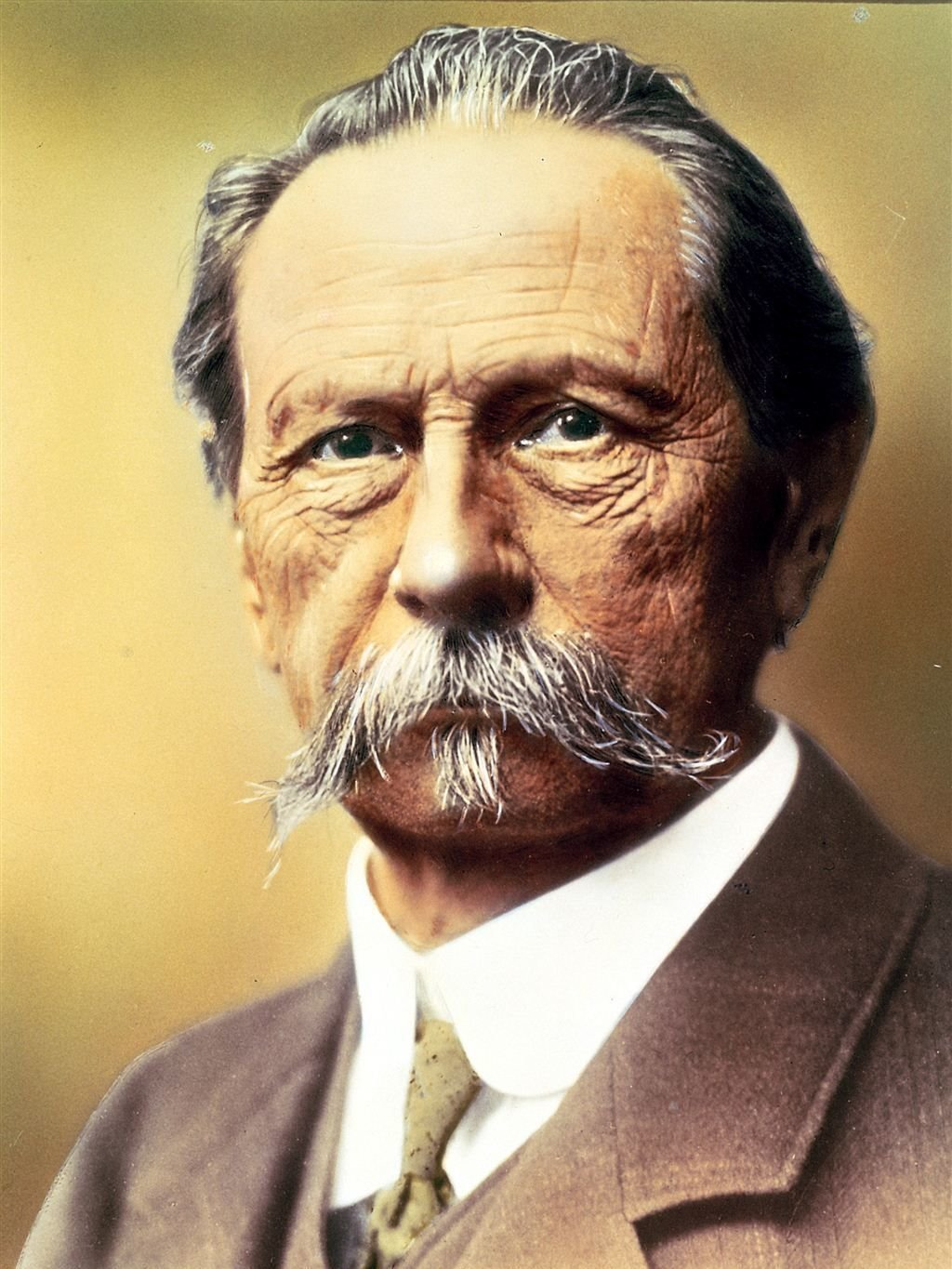
کارل بنز بنیان‌گذار شرکت مرسدس بنز

ریشه‌های تأسیس شرکت مرسدس-بنز، به سال ۱۹۲۶ بازمی‌گردد، که در پی ادغام دو شرکت خودروساز آلمانی، یعنی بنز اند سی (تأسیس در ۱۸۸۳ توسط کارل بنز) و دایملر-موتورن-گیزلشافت (تأسیس در ۱۸۹۰ توسط گوتلیب دایملر و ویلهلم مایباخ) دایملر-بنز راه‌اندازی شد.
با تشکیل شرکت ادغامی، ضرورت استفاده از یک نام تجاری مشترک احساس می‌شد، چرا که در یک سو شرکت بنز آگ قرار داشت، که از سال ۱۸۸۳ تا هنگام تشکیل شرکت جدید، برای بیش از ۴۰ سال، خودروهایی با برند بنز تولید می‌نمود. در سوی دیگر، شرکت دایملر-موتورن-گیزلشافت (به‌اختصار دی‌ام‌جی) قرار داشت، که در سال ۱۸۹۰ توسط گوتلیب دایملر و ویلهلم مایباخ راه‌اندازی شده بود. این شرکت برای نخستین بار از موتورهای چهارزمانه و کاربراتور در خودروهای خود استفاده نمود، ولی در پی درگذشت دایملر در سال ۱۹۰۰ و انعقاد قراردادی میان مایباخ و امیل جلینک، شرکت دی‌ام‌جی، خودروهای خود را با برند مرسدس (که از ابتدای نام دختر جلینک، یعنی مرسدس جلینک گرفته شده بود)، عرضه می‌کرد.
از تاریخ ۲۸ ژوئن ۱۹۲۶ خودروهای تولید شده توسط کارخانجات شرکت جدید، با برند مرسدس بنز به بازار عرضه گردید.

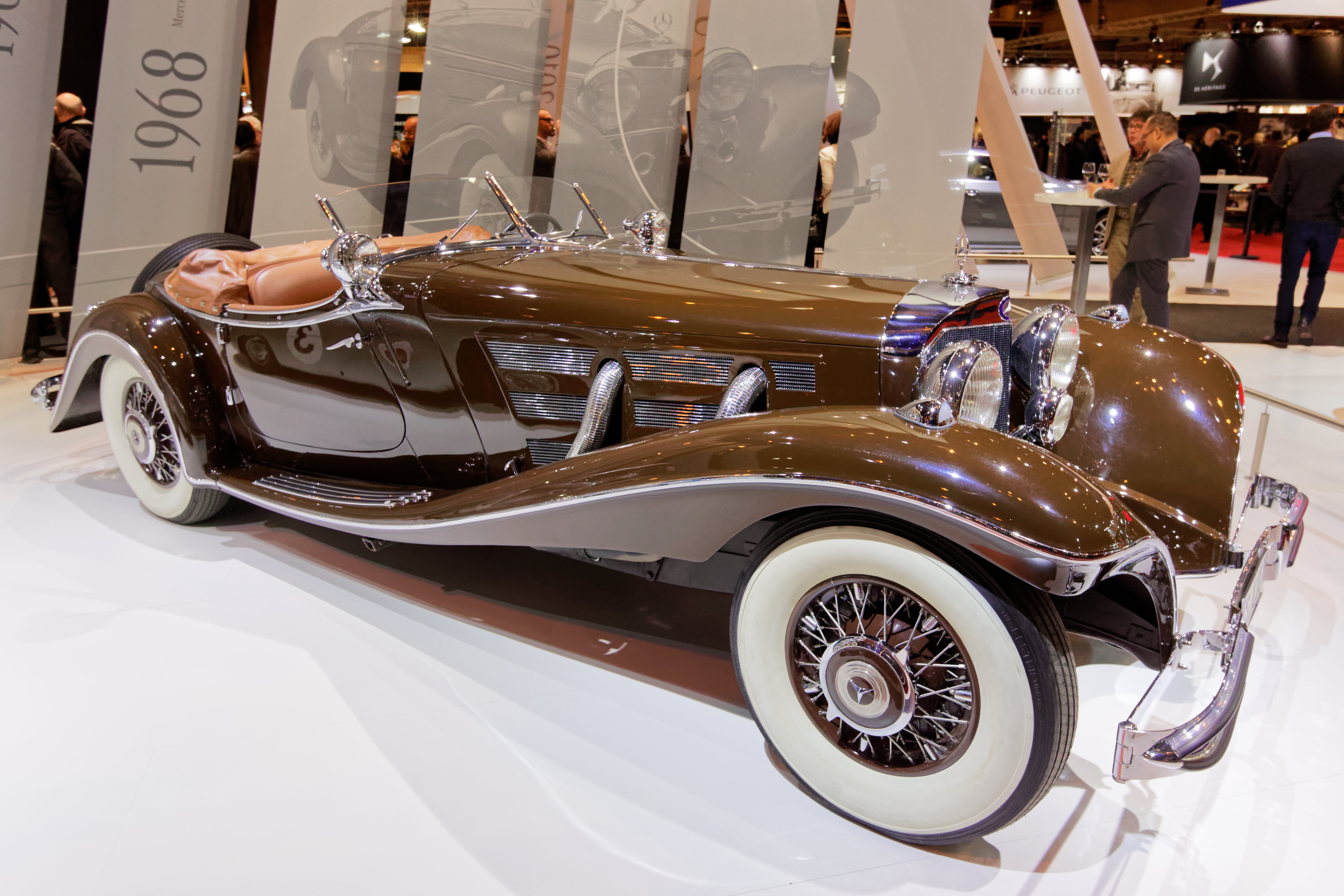
مرسدس-بنز ۵۰۰کی

### دهه ۱۹۲۰
در اواخر دهه ۱۹۲۰ میلادی، مرسدس-بنز پس از تثبیت خود در بازار خودرو، به عرصه مسابقات اتوموبیل رانی وارد شد، همچنین در ساخت مدل‌های مخصوص و گران‌قیمت، نیز مشهور شده بود. یکی از نمونه‌های بسیار خوب این دهه مدل مرسدس-بنز اس‌ال‌کا است، که در سال ۱۹۲۸ ساخته شد و در سال ۱۹۹۹ یکی از ۲۶ نامزد برای عنوان خودرو قرن بود.
موتور مرسدس-بنز اس‌ال‌کا شش سیلندر با حجم ۷٫۱ لیتر بود و می‌توانست ۱۹۷ اسب بخار قدرت تولید کند. اس‌ال‌کا به سرعت به ماشینی محبوب در پیست مسابقات تبدیل شد، که نه تنها مرسدس بنز، بلکه تیم‌های دیگر نیز از آن استفاده کردند. طبق اسناد مرسدس بنز، ۳۳ دستگاه از این مدل بین سال‌های ۱۹۲۸ تا ۱۹۳۲ ساخته شد، که بیش از نیمی از آن‌ها برای مسابقات بود. در سال ۲۰۰۴ یکی از آن‌ها به قیمت ۷٫۵ میلیون دلار در یک حراجی فروخته شد.

### دهه ۱۹۳۰
در سال ۱۹۳۴ مرسدس بنز با دو مدل جدید اما کاملاً متفاوت، رهسپار نمایشگاه خودروی برلین شد. مرسدس بنز ۱۳۰ که نخستین خودرویی بود، که بنز با موتور عقب تولید کرد و دیگری مدل مرسدس بنز ۵۰۰کا، که بر پایه مدل اس‌ال‌کا، برای جلب نظر خریداران ثروتمند ساخته شد، که با فروش شمار زیادی از این مدل، مرسدس بنز نیز در صف تولیدکنندگان خودروهای لوکس قرار گرفت.
جهان در دهه ۱۹۳۰ میلادی، هنوز سال‌ها با بحران انرژی فاصله داشت، اما کم بودن تعداد جایگاه‌های سوخت، رانندگان را به میزان مصرف سوخت خودروهایشان، حساس کرده بود.
برای حل این مشکل، مرسدس بنز، در فوریه ۱۹۳۶ مدل مرسدس بنز ۲۶۰دی را عرضه کرد، که نخستین خودرو با موتور دیزل در جهان بود. حجم این موتور چهار سیلندر ۲٫۶ لیتر بود و ۴۵ اسب بخار قدرت تولید می‌کرد. این ماشین می‌توانست با یک باک، ۵۰۰ کیلومتر حرکت کند. این مصرف کم ابتدا مورد توجه رانندگان تاکسی قرار گرفت. اما جذابیتش به این محدود نشد و ساخت آن آغازگر روندی در صنعت خودروسازی شد که تا امروز ادامه دارد.

### دهه ۱۹۴۰
در طول دهه ۱۹۴۰ میلادی به دلیل وقوع جنگ جهانی دوم، مرسدس-بنز هیچ مدل جدیدی تولید نکرد.

### دهه ۱۹۵۰

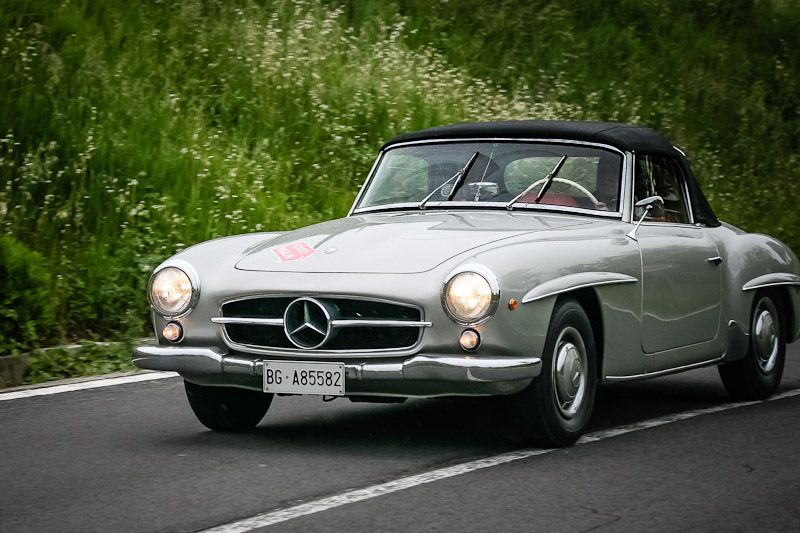
مرسدس-بنز ۱۹۰اس‌ال

پس از جنگ جهانی دوم، مرسدس-بنز ۳۰۰ نخستین خودرویی بود، که توسط این شرکت به‌طور کامل طراحی و ساخته شد. این مدل پس از آنکه کنراد آدناور، نخستین صدراعظم آلمان غربی از آن استفاده کرد، به آدناور مرسدس معروف شد.
امکانات لوکس این خودرو، بسیار جلوتر از زمانش بود. رادیو ساخت کارخانه بکر، سیستم تلفن موبایل وی‌اچ‌اف، ماشین تایپ، میز تحریر، پرده و سقف شیشه‌ای، از جمله این امکانات بود. از این سری مدل‌های کوپه و کابریوله نیز ساخته شد.
این شرکت، در سال ۱۹۵۴ مدل مرسدس بنز ۳۰۰اس‌ال را تولید نمود. ایده ساخت این خودرو، با هم‌فکری مکس هافمن، فروشنده خودروهای خارجی، در ایالات متحده آمریکا، به نتیجه رسید و برخلاف رسم همیشگی، آن را به جای آلمان، در نمایشگاه خودروی نیویورک رونمایی کرد. مهم‌ترین مشخصه این خودرو، درهای آن بود، که شبیه به بال پرندگان باز می‌شد. مرسدس بنز ۳۰۰اس‌ال با بیشینه سرعت ۲۲۵ کیلومتر در ساعت، سریع‌ترین ماشین زمان خود بود.
دو سال بعد، در ۱۹۵۶ مرسدس بنز ۱۹۰اس‌ال عرضه شد، که اگر چه از نظر فنی قابلیت‌های ۳۰۰اس‌ال را نداشت، اما به همان اندازه پرطرفدار بود.
بین سال‌های ۱۹۵۳ تا سال ۱۹۵۹، مرسدس-بنز با عرضه سری دبلیو۱۸۰ نسل تازه‌ای از خودرو را ساخت، که به پونتون مشهور شد. مدل‌های پونتون از نظر ظاهری کمتر به خودروهای پیش از جنگ، با گلگیرهای بزرگ جلو شباهت داشتند. بسیاری این مدل را جد بزرگ کلاس ای مرسدس بنز می‌نامند.

### دهه ۱۹۶۰
با آغاز دهه ۱۹۶۰، مرسدس-بنز با فکر جایگزینی پونتون، که ایده آن از سدان‌های دهه چهل آمریکایی گرفته شده بود، مدل مرسدس بنز دبلیو۱۱۱ را طراحی کرد. این خودرو با توجه به سلیقه خریداران اروپایی و آمریکایی طراحی شد و در ساخت آن به ایمنی سرنشینان اهمیت بیشتری داده شد. پشت این مدل، به پیروی از مد روز، شبیه به دم ماهی بود. تا سال ۱۹۷۱ حدود سیصد و هفتاد هزار دستگاه از دبلیو۱۱۱ فروخته شد.
مرسدس بنز همیشه نامی آشنا بین سران دولت‌ها و ثروتمندان بوده است، اما مدل مرسدس-بنز ۶۰۰، که در سال ۱۹۶۳ تولید شد، میان خودروهای لیموزین و لوکس از بقیه مشهورتر است. شاید یکی از دلایل این شهرت، کم بودن رقبای چنین محصولی در آن سال‌ها بود. در حالی که تنها شرکت‌های رولز-رویس موتور کارز، بنتلی و کادیلاک خودروهای کلاس لیموزین را تولید می‌کردند، مرسدس-بنز ۶۰۰ به سرعت به عنوان ماشین تشریفات جایش را باز کرد.
مرسدس-بنز دبلیو۱۱۳ در ۱۹۶۳ توسط پال براک طراحی شد، که تولید آن تا سال ۱۹۷۲ ادامه داشت. نیمی از ۲۳ هزار دستگاهی که از این خودرو تولید شد، در آمریکا به فروش رفت و کمتر از پنج هزار دستگاه آن به کشورهای دیگر صادر گردید.
در اواسط دهه ۱۹۶۰ و در سال ۱۹۶۵ مدل مرسدس-بنز کلاس-اس برای نخستین بار عرضه شد. آخرین خودروهای بنز که در دهه ۱۹۶۰ وارد بازار گردید، مدل‌های مرسدس بنز دبلیو۱۱۴ و مرسدس بنز سی۱۱۱ بودند، که به ترتیب در سال‌های ۱۹۶۸ و ۱۹۶۹ تولید شدند.

### دهه ۱۹۷۰
در آوریل سال ۱۹۷۱ نسل تازه‌ای از مدل‌های اس‌ال با کد مرسدس بنز آر۱۰۷ و سی۱۰۷ به بازار عرضه شد. هیئت مدیره مرسدس بنز برای تولید این خودرو به صورت رودستر تردید داشت. مهم‌ترین بازار این محصول در آمریکا بود و مدیران بنز نگران بودند، که قوانین سختگیرانه‌ای که برای ایمنی خودروهای روباز در ایالات متحده آمریکا در حال تصویب بود، فروش این خودرو را مشکل کند.
اما سرانجام قرار شد با توجه بیشتر به ایمنی، این خودرو در کلاس رودستر ساخته شود و این امکان باشد، تا یک سقف فلزی نیز روی آن نصب شود. در این سری برای نخستین بار از یک موتور ۸ سیلندر استفاده شد.
این اتاق بنز، ۱۸ سال تولید شد و پس از سری جی، طولانی‌ترین مدتی است، که یک مدل از مرسدس بنز تولید شده است. این شرکت تا سال ۱۹۸۹ شمار ۲۴۰ هزار دستگاه از مدل مرسدس بنز آر۱۰۷ و سی۱۰۷ را بفروش رساند.
در سال ۱۹۷۸ مرسدس، نخستین مدل از خودروهای خود با موتور توربو دیزل را در قالب مدل مرسدس بنز دبلیو۱۱۶ تولید و روانه بازار کرد. در سال ۱۹۷۹ این شرکت برای نخستین بار، دو مدل را در طول یک سال، به‌طور همزمان عرضه کرد، که عبارت بودند از: مرسدس بنز دبلیو۱۲۶ و مرسدس بنز کلاس جی.

### دهه ۱۹۸۰
در سال ۱۹۸۳، پس از ۴ سال، که بنز هیچ مدل جدیدی را طراحی و عرضه نکرده بود، از سرانجام از سری مرسدس بنز دبلیو۲۰۱ رونمایی نمود.
دهه ۱۹۸۰ بر خلاف ۳ دهه پیش از آن، که ۱۸ مدل جدید، طراحی و تولید شده بود، این شرکت تنها ۳ مدل جدید را عرضه کرد. یک سال پس از عرضه سری دبلیو۲۰۱، مرسدس بنز برای تبلیغ مدل کامپکت خود، بنام مرسدس بنز ۱۹۰ای، سفارش ساخت یک موتور ۲٫۳ لیتری را، برای شرکت در مسابقات رالی، به شرکت بریتانیایی کازوورث داد،
در همین زمان، شرکت آئودی، مدل آئودی کواترو را با سیستم چهار چرخ متحرک، به بازار فرستاد، که رقابت با آن مشکل بود. بنز تصمیم گرفت تا به جای رالی، مدل ۱۹۰ را به مسابقات دی‌تی‌ام بفرستد. در این مسابقات خودروهایی حق شرکت دارند، که در بازار خودرو عرضه شده باشند. این قانون مرسدس بنز را ناگزیر کرد، که ابتدا نمونه‌ای از این مدل را رونمایی کند.
مرسدس بنز ۱۹۰ای توانست ۱۲ رکورد سرعت در مسافت‌های طولانی را بنام خود ثبت نماید، که در پی آن، به سرعت به یک خودروی کلاسیک تبدیل شد.
موتور ۱۲ سیلندر مرسدس آام‌گ بیشتر برای قدرت دادن به پاگانی زوندا مشهور است. اما این موتور پیش از آن که برای این خودروی سوپر اسپرت در نظر گرفته شود، در سال ۱۹۸۹ برای استفاده در مدل مرسدس بنز اس‌ال ساخته شده بود. خریداران مرسدس بنز در اواخر دهه ۱۹۸۰ می‌توانستند مدل اس‌ال خود را با ۹۹ هزار مارک به آام‌گ داده تا این شرکت بزرگ‌ترین موتوری که تا آن زمان تولید کرده بود را، بر روی آن نصب کند. این موتور ۷٫۳ لیتری ۱۲ سیلندر، ۵۱۸ اسب بخار نیرو تولید می‌کرد، که سرعت خودرو، به ۳۲۰ کیلومتر در ساعت می‌رسید.

### دهه ۱۹۹۰
در دهه ۱۹۹۰ بار دیگر طراحی و تولید مدل‌های مختلف مرسدس-بنز، روندی صعودی گرفت. در سال‌های ۱۹۹۰ و ۹۱ به ترتیب مرسدس بنز دبلیو۱۲۴ و مرسدس بنز دبلیو۱۴۰ تولید شد، در ۱۹۹۳ مرسدس-بنز کلاس-سی، در ۱۹۹۵ مرسدس-بنز کلاس-اس‌ال، در ۱۹۹۶ مرسدس بنز اس‌ال‌کا و در ۱۹۹۷ مرسدس بنز کلاس ام یکی پس از دیگری رونمایی شدند.
مدیران مرسدس بنز در اواخر دهه ۱۹۹۰ تصمیم گرفتند، به رسم نخستین سال‌های فعالیت شرکت، خودروهایی ارزان‌تر و کوچک‌تر بسازد، که در سال ۱۹۹۷ مرسدس بنز رده ای را به بازار عرضه کرد.
استفاده از موتور عرضی و دیفرانسیل جلو در یک مرسدس بنز، غیرعادی بود. کمی پس از عرضه این مدل، کلاس ای، در آزمایش تغییر ناگهانی مسیر، که توسط یک مجله سوئدی انجام می‌شد، واژگون گردید، که تبلیغات منفی زیادی را در پی داشت. مدیران وقت مرسدس بنز، ابتدا ایراد فنی این مدل را انکار کردند، ولی به سرعت با فراخواندن خودروهای فروخته شده، با نصب سیستم کنترل ایستایی اتوماتیک، مشکل را رفع نمودند. کلاس ای، در سال‌های بعد به یکی از پرفروش‌ترین‌های این شرکت تبدیل شد.

### دهه ۲۰۰۰

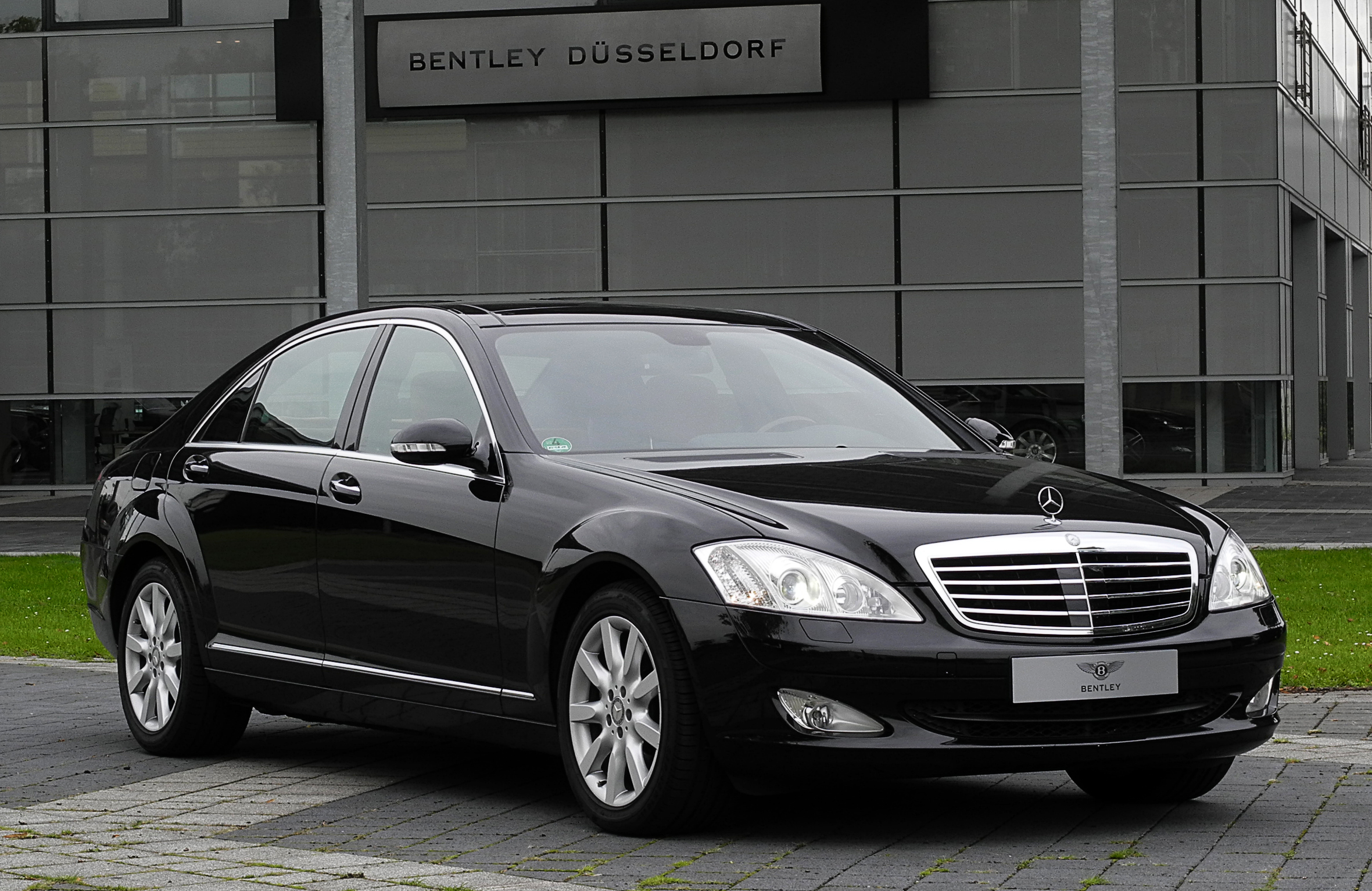
مرسدس-بنز کلاس-اس، پرچمدار خودروهای تولیدی مرسدس بنز

مرسدس-بنز در سال ۲۰۰۴ پس از ۷ سال که مدل جدیدی را معرفی نکرده بود، با مشارکت مک لارن، اقدام به تولید مرسدس بنز اس‌ال‌آر مک لارن نمود. در اواخر همین سال، مدل دیگری بنام مرسدس بنز سی‌ال‌اس نیز رونمایی شد.

### دهه ۲۰۱۰
در سال ۲۰۱۰ این شرکت، برای جایگزینی مدل مرسدس بنز اس‌ال‌آر، با الهام از مدل گالوینگ و با همکاری شرکت آام‌گ، مدل جدیدی به نام مرسدس بنز اس‌ال‌اس ای‌ام‌جی را تولید کرد، که شتاب صفر تا صد آن ۳٫۸ ثانیه و بیشینه سرعتش ۳۱۷ کیلومتر در ساعت می‌باشد.
آخرین مدل معرفی شده توسط این شرکت، مرسدس-بنز کلاس-سی‌ال‌ای است، که نخستین بار در ژانویه ۲۰۱۳ در نمایشگاه بین‌المللی خودرو آمریکای شمالی از آن رونمایی شد.

## تاریخچه مرسدس بنز در ایران
مرسدس بنز از روزهای اول ورود خودرو به ایران، به ایران آمد و از دهه بیست نیز به‌طور جدی و با نماینده مجاز، فعالیتش را در ایران پیگیری کرد.

### پیش از دهه سی
بازار خودروی ایران پیش از دهه سی، تنوع محدودی داشت و واردات نیز حجم سال‌های بعد را نداشت. با این حال مرسدس بنز از همان ابتدا یکی از بازیگران مطرح و عمده بود. در آن زمان واردات این خودرو به‌طور شخصی انجام می‌شد تا آن که شرکت لیدا طهران واقع در محدوده بازار تهران، واردات مرسدس بنز را برعهده گرفت. این شرکت فعالیت خود را در سال ۱۳۲۷ آغاز کرد و بیشتر واردات این برند به سری موفق ۱۷۰ محدود شد که توانست فروش خوبی تجربه کند.

### دهه سی
مرسدس بنز در دهه سی نیز فعالیت خود را در ایران با مدل موفق ۱۷۰ ادامه داد. این خودروی متوسط خانوادگی، در آن زمان توسط شرکت تازه تأسیس مریخ واقع در خیابان سعدی تهران وارد می‌شد. این شرکت به لطف تبلیغات مناسب و خدمات خوب، توانست ۱۷۰ را به یکی از محبوب‌ترین خودروهای ایران بدل کند و ناوگان شهربانی و تاکسیرانی نیز به این خودروها مجهز شدند. پس از موفقیت این مدل بود که محصول لوکس‌تر مرسدس بنز یعنی ۳۰۰ در سال ۱۳۳۲ وارد ایران شد. این خودرو در فرم‌های مختلف بدنه و در تیراژی محدودتر به کشورمان آمد و توانست جایگاه مرسدس بنز به عنوان برندی لوکس و ارزشمند را تقویت کند. در این دوره محصولات دیگری همانند مرسدس-بنز_۱۹۰اس‌ال 190SLیونیماگ، ، کامیون‌های دیزل، مینی بوس‌ها و حتی تعداد انگشت شماری از سری 300SL نیز به ایران آمدند.

### دهه چهل
پس از موفقیت قابل توجه مرسدس بنز در دهه سی بود که شرکت مریخ، تنوع محصولات ارائه شده به بازار ایران را در دهه چهل شمسی افزایش داد. مدل محبوب ۱۹۰ در کنار سری مشهور به Fintail در دو اتاق بزرگ و کوچک در کنار مدل‌های اسپرت سری SL (در ابتدا 190SL و سپس پاگودا) وارد ایران شدند که هر یک توانستند بازار هدفشان را تسخیر کنند. اما پس از آن بود که نسل جدید محصولات مرسدس بنز با فرمی جدید معرفی شدند و شرکت مریخ هم واردات نسل جدید یعنی W108 را که در دو گونه 250S و 280S محبوب‌تر بود، آغاز کرد. علاوه‌براین، شرکت خاور اقدام به مونتاژ کامیون‌های مختلف مرسدس بنز کرد که خود پیشرفتی بزرگ برای صنعت خودروی ایران بود. شرکت تازه تأسیس ایران ناسیونال نیز اتوبوس‌های سری ۳۰۲ را مونتاژ می‌کرد که در تیراژی قابل توجه صادر می‌شدند.

### دهه پنجاه
دهه پنجاه شمسی را باید دوران شکوفایی مرسدس بنز در ایران بدانیم. محصولات متنوعی از این برند در کلاس‌های مختلف وارد ایران شدند. در دهه پیشین که سری W100 یا همان ۶۰۰ در مقیاسی وسیع برای استفاده تشریفاتی به ایران وارد شده بود، مرسدس بنز به عنوان طلایه‌دار برندهای لوکس ایران شناخته می‌شد و نسل‌های موفق کلاس S یعنی W108 و W116 توانستند در ایران موفقیتی قابل توجه کسب کنند. علاوه‌براین، محصولات متوسط این برند یعنی W115 و W123 نیز فروش بسیار خوبی را تجربه کردند. در این بین، ایران به یکی از بازارهای اصلی کلاس SL در جهان بدل شد و تعداد قابل توجهی از سری کوپه و کانورتیبل این سری (SL و SLC) به ایران وارد شدند. حتی رشد سرسام‌آور هزینه گمرکی نیز مانع موفقیت بنز نشد.

### دهه شصت
با آغاز جنگ تحمیلی، وضعیت بازار خودروی ایران نیز به شدت دگرگون شد و خودروسازان متعددی فعالیتشان را در ایران محدود یا قطع کردند. در این بین، مرسدس بنز به لطف واردات محدود دانشجویی و همچنین برای استفاده در ناوگان تشریفات و مواردی از این دست، حضورش را در ایران حفظ کرد، هرچند این حضور تقریباً مربوط به نمایندگی‌های مجاز و رسمی نبود. در عوض مونتاژ کامیون‌های خاور و اتوبوس‌های مرسدس بنز قطع نشد. بیشتر واردات بنز در این دهه مربوط به نمونه‌های مدل بالاتر W123 بودند که در ایران نیز به اتاق دانشجویی مشهور شدند. در اواخر این دهه نیز تعداد محدودی از مدل 190E وارد کشورمان شدند. البته نباید از واردات نمونه‌هایی خاص توسط پناهندگان کویتی و عراقی نیز چشم‌پوشی کرد.

### دهه هفتاد
دهه هفتاد شمسی همزمان بود با ورود مجدد خودروسازان به ایران و باز شدن مرزها به خودروهای وارداتی. مرسدس بنز نیز مترصد ورود به ایران بود و در همین دوران، نسل‌های مختلفی از کلاس E, C و نهایتاً S وارد شدند. شرکت ستاره ایران در این دهه علاوه‌بر عرضه قابل توجه نسل W124 و W202، اقدام به واردات محدود کلاس G کرد. این کلاس که در حقیقت برای خدمت در ارتش ایران طراحی شده بود، پیشاً هم در لوای خودرویی نظامی در بازار ایران حضور داشت. دو نسل W126 و W140 کلاس S نیز به ایران آمدند که مورد توجه و استقبال نهادهای دولتی قرار گرفتند. حتی تعداد انگشت‌شماری از کلاس SL نسل R129 هم به ایران آمد. پس از قطع واردات خودرو قیمت مرسدس بنز به شدت افزایش یافت. در ابتدای دهه هفتاد که صحبت قیمت ۹ و نیم میلیون تومانی کلاس W124 بود، کسی تصورش را نمی‌کرد که در میانه این دهه به ارقام بیش از ۲۰ میلیون تومان باید فکر کرد. در این دوره با مجوزهای ورزشکاری، تعداد اندکی از نمونه‌های مدرن‌تر وارد شدند که با قیمتی سرسام‌آور معامله می‌شدند.

### دهه هشتاد
در دهه هشتاد بود که بحث مونتاژ مرسدس بنز در ایران مطرح شد. با این حال، در ابتدا مرسدس بنز به صورت محدود و به طرقی خاص وارد کشور شد. تا باز شدن دوباره مرزها و واردات خودرو، تعداد انبوهی از کلاس‌های مختلف اعم از نمونه‌های شناخته شده C, E، S و SL و کلاس‌هایی جدید همانند ML, SLK, CLK, CLS و A و B به ایران آمدند. در این دوره دوباره بنز و ب‌ام‌و رو در روی هم قرار گرفتند و تقابل این دو رقیب سنتی، بازار خودروهای لوکس و گرانقیمت ایران را داغ‌تر کرد. خوشبختانه نسل‌های متمادی این خودروها نیز به‌طور مستمر به ایران وارد می‌شدند تا تنوع در کشورمان به طرز قابل توجهی بالا باشد.

### دهه نود
مشکلاتی عدیده از ابتدای دهه نود، واردات خودرو را دستخوش تغییرات کرد. نخستین مسئله، تحریم‌های سیاسی-اقتصادی بود که واردات خودرو را تحت تأثیر قرار داد و توانست، فروش مرسدس بنز را در ایران کاهش دهد. تلاطم نرخ برابری ارز و در نهایت وضع قوانین محدودکننده واردات خودروهای با حجم پیشرانه بالا، سبب شد تا برخی از محصولات مرسدس بنز همان کلاس‌های S و SL نتوانند به‌طور جدی وارد ایران شوند. با این حال حتی محصولی خاص همانند SLS نیز توانست به ایران بیاید و حضوری جنجالی داشته باشد. تعلل واردکننده در کنار تغییر قوانین و بسته شدن گاه و بی‌گاه ثبت سفارش‌ها سبب شده تا مرسدس بنز حضوری پرفراز و نشیب را در دهه جاری تجربه کند.

## مدل‌های کلاسیک

### بنز پتنت-موتورواگن
در ۲۹ ژانویه ۱۸۸۶، کارل بنز سه چرخه‌ای را، که با موتور گازسوز حرکت می‌کرد، به شماره ۳۷۴۳۵ تحت نام بنز پتنت-موتورواگن در دفتر ثبت اختراعات آلمان، در شهر برلین ثبت کرد. همزمان کمتر از صد کیلومتر دورتر، گوتلیب دایملر در حال ساخت نخستین ماشین چهار چرخ بود. منتقدان در ابتدا آینده‌ای برای ایده کالسکه بدون اسب متصور نبودند، اما نوآوری این دو نفر سنگ بنای تولید محصولی را بنا گذاشت، که امروز تصور زندگی بدون آن مشکل است.

### بنز ولو
بنز ولو که در سال ۱۸۹۲ ساخته شد، نخستین خودرو استانداردسازی شده در صنعت خودروسازی بود. کارل بنز این خودرو را سبک و محکم ساخت و هدفش آن بود که با قیمتی مناسب، تعداد بیشتری را صاحب کالسکه بدون اسب خود کند. بنز در سال ۱۸۹۴ تعداد ۶۷ دستگاه و در ۱۸۹۵ شمار ۱۳۴ دستگاه از بنز ولو را بفروش رساند. با این موفقیت، بنز در آستانه قرن بیستم جایگاهش را به‌عنوان یک خودروساز بزرگ، تثبیت کرد. شاید اگر این مدل تا این حد موفق نبود، اکنون در بین تولیدکنندگان خودرو، نامی از بنز دیده نمی‌شد…

### بنز بلیتزن
۱۹۰۹ برای بنز سال تاریخ سازی شد. بنز گرچه شهرت و اعتبار خوبی داشت، اما به شدت از سوی رقبایی که هر روز تعدادشان بیشتر می‌شد، تحت فشار بود و رفته رفته به این نتیجه می‌رسید، که تنها شهرتش برای تضمین فروش، کافی نیست. همزمان دیگر رقبای بنز به قدرت تبلیغاتی مسابقات اتومبیل رانی پی برده بودند و با شرکت در این مسابقات، سهم بنز از بازار را تهدید می‌کردند. بنز در چند مسابقه شرکت کرده بود، اما مایل نبود از این جریان پیروی کند و ترجیح می‌داد، تا همچنان ماشین‌های ارزان‌قیمت بسازد.
با این حال، جولیوس گانز، یکی از اعضای هیئت مدیره شرکت، پس از تحقیقاتش به این نتیجه رسید، که نمی‌توان به مسابقات بی‌توجه ماند و بنز تصمیم گرفت، یک خودروی اسپورت بسازد. بنز این ماشین را بلیتزن یا رعد و برق نامید. تنها شش دستگاه از بنز بلیتزن ساخته شد، که چهار دستگاه آن هنوز باقی است. این خودرو، با موتور ۲۱٫۵ لیتری خود ۲۰۰ اسب بخار قدرت تولید می‌کرد و توانست رکورد سرعت ۲۰۲٫۷ کیلومتر در ساعت را به ثبت برساند. با این رکورد بنز سریعترین خودروی جهان را ساخته بود، که حتی از هواپیما و قطارهای زمان خود نیز سریع‌تر می‌رفت. رکورد بنز بلیتزن هشت سال پابرجا ماند و بنز به همین سرعت، به قهرمان بلامنازع مسابقات اتومبیل رانی تبدیل شد.

### مرسدس-بنز اس‌اس‌کی
در اواخر دهه ۱۹۲۰ میلادی، مرسدس بنز پای ثابت مسابقات اتومبیل رانی بود و در ساخت مدل‌های مخصوص و گران‌قیمت برای مشتری‌هایش نیز شهرتی به هم زده بود. یکی از نمونه‌های بسیار خوب این دهه مدل مرسدس-بنز اس‌اس‌کی است که در سال ۱۹۲۸ ساخته شد و در سال ۱۹۹۹ یکی از ۲۶ نامزد برای عنوان ماشین قرن بود.
موتور مرسدس-بنز اس‌اس‌کی شش سیلندر با حجم ۷٫۱ لیتر بود و می‌توانست ۱۹۷ اسب بخار قدرت تولید کند. اس‌اس‌کی به سرعت به ماشینی محبوب در پیست مسابقه تبدیل شد که نه تنها مرسدس بنز بلکه تیم‌های دیگر هم از آن استفاده کردند. طبق اسناد مرسدس بنز، ۳۳ دستگاه، از این مدل بین سال‌های ۱۹۲۸ تا ۱۹۳۲ ساخته شد که بیش از نیمی از آن‌ها برای مسابقه بود. تعداد زیادی از این مدل باقی نمانده است و در سال ۲۰۰۴ یکی از آن‌ها به قیمت هفت و نیم میلیون دلار در حراجی فروخته شد.

### مرسدس-بنز ۱۳۰
مرسدس بنز با دو مدل جدید اما کاملاً متفاوت، به نمایشگاه خودروی برلین در سال ۱۹۳۴ وارد شد. مدل مرسدس-بنز ۱۳۰ که نخستین خودرویی بود، که بنز با موتور عقب تولید می‌نمود و دیگری مرسدس بنز ۵۰۰کا بود.

### مرسدس بنز ۵۰۰کا
مرسدس بنز ۵۰۰کا که با الهام از مدل مرسدس-بنز اس‌اس‌کی، برای جلب نظر خریداران ثروتمند ساخته شده بود، در سال ۱۹۳۴ در نمایشگاه خودرو برلین رونمایی شد. ۵۰۰کا به جای مدل مرسدس-بنز ۳۸۰ به بازار می‌آمد، که یک سال پیش، معرفی شده بود، اما توجه خریداران را جلب نکرد. موتور مرسدس بنز ۵۰۰کا هشت سیلندر سوپرشارژر با قدرت ۱۶۰ اسب بخار بود. این ماشین به سرعت به مدل محبوب ثروتمندان تبدیل شد و با آن، مرسدس بنز دیگر سازنده خودروهای لوکس بود.
از جمله امکانات پیشرفته مرسدس بنز ۵۰۰کا سیستم فنربندی مستقل آن بود که بنز پیش‌تر آن را در مدل ۳۸۰ عرضه کرد. بنز ۴۹۰ دستگاه از مدل مرسدس بنز ۵۰۰کا با اتاق‌های مختلف ساخت.

### مرسدس-بنز ۲۶۰ دی
جهان در دهه ۱۹۳۰ میلادی هنوز سال‌ها با بحران انرژی فاصله داشت، اما کم بودن تعداد جایگاه‌های سوخت رانندگان را به میزان مصرف سوخت ماشینشان حساس کرده بود. برای حل این مشکل، مرسدس بنز پنجاه سال پس از ساخت نخستین خودرو، در فوریه ۱۹۳۶ مدل مرسدس-بنز ۲۶۰ دی را عرضه کرد که نخستین ماشین با موتور دیزل در جهان بود. حجم این موتور چهار سیلندر ۲٫۶ لیتر بود و ۴۵ اسب بخار قدرت تولید می‌کرد. این ماشین می‌توانست با یک باک، پانصد کیلومتر حرکت کند. این مصرف کم ابتدا مورد توجه رانندگان تاکسی قرار گرفت. اما جذابیتش به این محدود نشد و ساخت آن آغازگر روندی در صنعت خودروسازی شد که تا امروز ادامه دارد.

### مرسدس بنز ۳۰۰اس‌ال
مرسدس بنز زیباترین ماشین‌هایش را در دهه ۱۹۵۰ میلادی ساخت. از همه زیباتر، مدل مرسدس بنز ۳۰۰اس‌ال بود که در سال ۱۹۵۴ به بازار آمد. ایده ساخت این ماشین با همفکری مکس هافمن، فروشنده ماشین‌های خارجی در ایالات متحده آمریکا به نتیجه رسید. در سال‌های پس از جنگ، آمریکا یکی از پررونق‌ترین بازارهای خودروی جهان بود و مرسدس بنز هم با اینکه در مسابقات اتومبیل رانی حاضر بود، اما خودروی اسپورت مناسبی برای بازار نداشت.
به فاصله تنها پنج ماه، مرسدس بنز نخستین دستگاه مرسدس بنز ۳۰۰اس‌ال را آماده کرد و برخلاف رسم همیشگی آن را به جای آلمان، در نمایشگاه خودروی نیویورک رونمایی کرد. مهم‌ترین مشخصه این مدل، درهای آن بود که شبیه به بال پرندگان باز می‌شد. موتور سه لیتری آن نیز نخستین موتور چهارزمانه‌ای بود، که از سیستم تزریق سوخت مستقیم استفاده می‌کرد. مرسدس بنز ۳۰۰اس‌ال با بیشینه سرعت ۲۲۵ کیلومتر در ساعت، سریع‌ترین خودرو زمان خود بود.

### مرسدس بنز ۱۹۰اس‌ال
یک سال پس از ارائه مدل مرسدس بنز ۳۰۰اس‌ال، مرسدس بنز ۱۹۰اس‌ال به بازار وارد شد، که اگر چه از نظر فنی قابلیت‌های ۳۰۰اس‌ال را نداشت، اما به همان اندازه پرطرفدار شد.
پس از جنگ، این نخستین خودرویی بود که مرسدس بنز به‌طور کامل طراحی کرد و ساخت. موتور آن شش سیلندر با حجم سه لیتر بود و همه خودروهای این مدل، دست‌ساز و با سفارش مشتری ساخته می‌شد.

### مرسدس-بنز ۱۸۰
بین سال‌های ۱۹۵۴ تا سال ۱۹۵۹، مرسدس بنز با عرضه سری مرسدس-بنز ۱۸۰ نسل تازه‌ای از ماشین را ساخت که به پونتون مشهور شد. ماشین‌های پونتون از نظر ظاهری کمتر به ماشین‌های پیش از جنگ، با گلگیرهای بزرگ جلو و بیشتر به ماشین‌های امروزی شبیه بود. بسیاری این ماشین را جد بزرگ کلاس ای مرسدس بنز می‌نامند. مرسدس بنز با عرضه این سری از ماشین‌ها تلاش کرد تا در کلاس‌هایی ماشین بفروشد که کمتر لوکس بود.

### مرسدس-بنز دبلیو۱۱۱
با نزدیک شدن به دهه ۱۹۶۰، مرسدس بنز با فکر جایگزینی پونتون، که ایده آن از سدان‌های دهه چهل آمریکایی گرفته شده بود، نسل مرسدس-بنز دبلیو۱۱۱ را طراحی کرد. این خودرو با توجه به سلیقه خریداران اروپایی و آمریکایی طراحی گردید و در ساخت آن به ایمنی سرنشینان اهمیت بیشتری داده شد. پشت ماشین هم به پیروی از مد روز، شبیه به دم ماهی بود. نخستین محصولات این سری در سال ۱۹۵۹ وارد بازار شد و مرسدس بنز سپس مدل‌های کوپه و کابریولت این مدل را با موتورهای قوی‌تری ساخت. تا سال ۱۹۷۱ حدود سیصد و هفتاد هزار دستگاه از مدل دبلیو۱۱۱ فروخته شد.

### مرسدس-بنز دبلیو۱۰۸
موفقیت سری اس‌ال مرسدس بنز، سبب شد این شرکت همزمان با مدل مرسدس-بنز ۶۰۰، سری مرسدس-بنز دبلیو۱۰۸ را نیز به بازار عرضه کند. این خودرو هم توسط پال براک طراحی شد و تولید آن تا سال ۱۹۷۲ ادامه داشت. نیمی از ۲۳ هزار دستگاهی که از این مدل تولید شد، در آمریکا به فروش رفت و کمتر از پنج هزار دستگاه از آن، به کشورهای دیگر صادر شد. قابلیت‌های فنی این خودرو چندان قابل توجه نبود، اما طرح زیبایش آن را به یکی از خودروهای کلاسیک مرسدس بنز، تبدیل کرد.

### مرسدس بنز آر۱۰۷ و سی۱۰۷
در آوریل سال ۱۹۷۱ نسل تازه‌ای از مدل‌های اس‌ال، با کد مرسدس بنز آر۱۰۷ و سی۱۰۷ به بازار عرضه شد. هیئت مدیره مرسدس بنز برای تولید این ماشین به صورت رودستر تردید داشت. مهم‌ترین بازار این محصول در آمریکا بود و مدیران بنز نگران بودند که قوانین سختگیرانه‌ای که برای ایمنی ماشین‌های روباز در آمریکا در حال تصویب بود، فروش این ماشین را مشکل کند. آن‌ها فکر می‌کردند که شاید بهتر باشد به جای ماشین روباز، مدلی با طرح تارگا (سقف نیمه باز) تولید شود.
اما سرانجام قرار شد با توجه بیشتر به ایمنی، این ماشین به همان صورت رودستر ساخته شود و این امکان باشد تا یک سقف فلزی هم روی آن نصب شود. در این سری برای نخستین بار از یک موتور هشت سیلندر استفاده شد و طراحی زیبای آن و کم بودن ماشین روباز در بازار آمریکا، به سرعت پرفروشش کرد. ساخت مدل کوپه هم با تردیدهایی روبرو بود اما بالاخره این مدل هم به بازار آمد.
این اتاق بنز هجده سال تولید شد و پس از سری جی، طولانی‌ترین مدتی است که یک مدل بنز تولید شده است. قوی‌ترین مدل این سری با موتور هشت سیلندر ۵٫۶ لیتری برای بازار آمریکا ساخته شد. شتاب این مدل ۷٫۷ ثانیه و بیشینه سرعتش ۲۲۳ کیلومتر در ساعت بود.
مرسدس بنز در طول هجده سال نزدیک به دویست و چهل هزار دستگاه از این ماشین ساخت و دست آخر در سال ۱۹۸۹ آن را با نسل جدیدی از اس‌ال عوض کرد.

### مرسدس بنز دبلیو۱۹۰
در سال ۱۹۸۳، یک سال پس از عرضه سری ۲۰۱، مرسدس بنز برای تبلیغ مدل کامپکت خود از شرکت انگلیسی کازوورث، خواست تا یک موتور ۲٫۳ لیتری برای مدل مرسدس بنز دبلیو۱۹۰ بسازد و این ماشین را برای شرکت در مسابقات رالی آماده کند. در همین زمان، آئودی، مدل کواترو را با سیستم چهار چرخ متحرک به بازار فرستاد که رقابت با آن مشکل بود.
بنز تصمیم گرفت تا به جای رالی، ۱۹۰ را به مسابقات دی‌تی‌ام بفرستد. در این مسابقات ماشین‌هایی حق شرکت دارند که در بازار عرضه شده باشند. این قانون مرسدس بنز را ناگزیر کرد تا ابتدا نمونه‌ای از ماشینش را به بازار عرضه کند که همان مدل ۲٫۳ مرسدس بنز دبلیو۱۹۰ بود.
این ماشین توانست دوازده رکورد سرعت در مسافت‌های طولانی را ثبت کند و به سرعت به یک خودروی کلاسیک تبدیل شد.

### مرسدس بنز رده‌ای
مرسدس بنز در اوایل دهه ۱۹۹۰ تصمیم گرفت به رسم نخستین سال‌های فعالیت خود ماشین‌هایی ارزان‌تر و کوچک‌تر بسازد. این شرکت از دهه ۱۹۸۰ با کانسپت نافا (تولید ۱۹۸۲) و در دهه ۱۹۹۰ با کانسپت استادی ای، ساخت یک ماشین کوچک را بررسی کرده بود و بالاخره در سال ۱۹۹۷ مرسدس بنز رده ای را به بازار عرضه کرد.
استفاده از موتور عرضی و دیفرانسیل جلو در یک بنز غیرعادی بود. کمی پس از عرضه این ماشین، مرسدس بنز رده‌ای در آزمایش تغییر ناگهانی مسیر، که توسط یک مجله سوئدی انجام شد، چپ کرد که تبلیغات منفی زیادی در پی داشت.
مرسدس بنز ابتدا ایراد این مدل را انکار کرد، اما به سرعت با فراخواندن ماشین‌های فروخته شده، با نصب سیستم کنترل ایستایی اتوماتیک مشکل را رفع کرد. مرسدس بنز رده‌ای در سال‌های بعد به یکی از پرفروش‌ترین‌های این شرکت تبدیل شد. ماشینی که تجربه سواری مرسدس بنز را برای رانندگان بیشتری امکان‌پذیر کرد.

### مرسدس بنز اس‌ال‌آر مک لارن
در سال ۲۰۰۹ مرسدس بنز برای جایگزینی مدل مرسدس بنز اس‌ال‌آر مک لارن از مدل افسانه‌ای گالوینگ الهام گرفت و با همکاری مرسدس آام‌گ مدل جدیدی به نام مرسدس بنز اس‌ال‌اس ای‌ام‌جی ساخت که شتاب آن ۳٫۸ ثانیه و بیشینه سرعتش ۳۱۷ کیلومتر در ساعت است.
ظاهر این ماشین از جلوی کشیده تا درهای گالوینگ و پشت ساده‌اش، همگی یادآور مدل مرسدس بنز ۳۰۰اس‌ال دهه ۱۹۵۰ است، اما اس‌ال‌اس نشانی از مدل‌های آینده بنز را هم با خود دارد و نخستین ماشین از نسل تازه این شرکت است.

## دایملر کرایسلر
در سال ۱۹۹۸ شرکت دایملر-بنز با پرداخت مبلغ ۳۶ میلیارد دلار اقدام به خرید شرکت آمریکایی کرایسلر نمود. با این خرید شرکت دایملر-کرایسلر تأسیس شد.
پس از تأسیس شرکت جدید دایملرکرایسلر، تولید خودروها با نام‌های تجاری قدیمی ادامه یافت. با اینکه در ابتدا استفادهٔ مشترک از فناوری‌های دو شرکت به صورت محدود پیش‌بینی شده بود، اما ساخت خودروهای آمریکایی دوج مگنوم، دوج چارجر، کرایسلر ۳۰۰ و کرایسلر چلنجر مدل ۲۰۰۹ اصولاً به خاطر استفاده از فناوری دایملر امکان‌پذیر شد. طرف آمریکایی امکان استفاده از موتورهای دیزل دایملر را در خودروهای کرایسلر پیدا کرد.
در سال ۲۰۰۷ به دلیل کارکرد ضعیف کرایسلر، شرکت دایملر سهام کرایسلر را به یک مؤسسه مالی فروخت و به شراکت تجاری با کرایسلر پایان داد.
شرکت دایملر کرایسلر متعاقباً به شرکت دایملر آگ و مرسدس-بنز گروپ تغییرنام داد.

## شرکت‌های زیرمجموعه
شرکت دایملر داری دو زیرمجموعه اصلی مرسدس بنز و اسمارت می‌باشد.

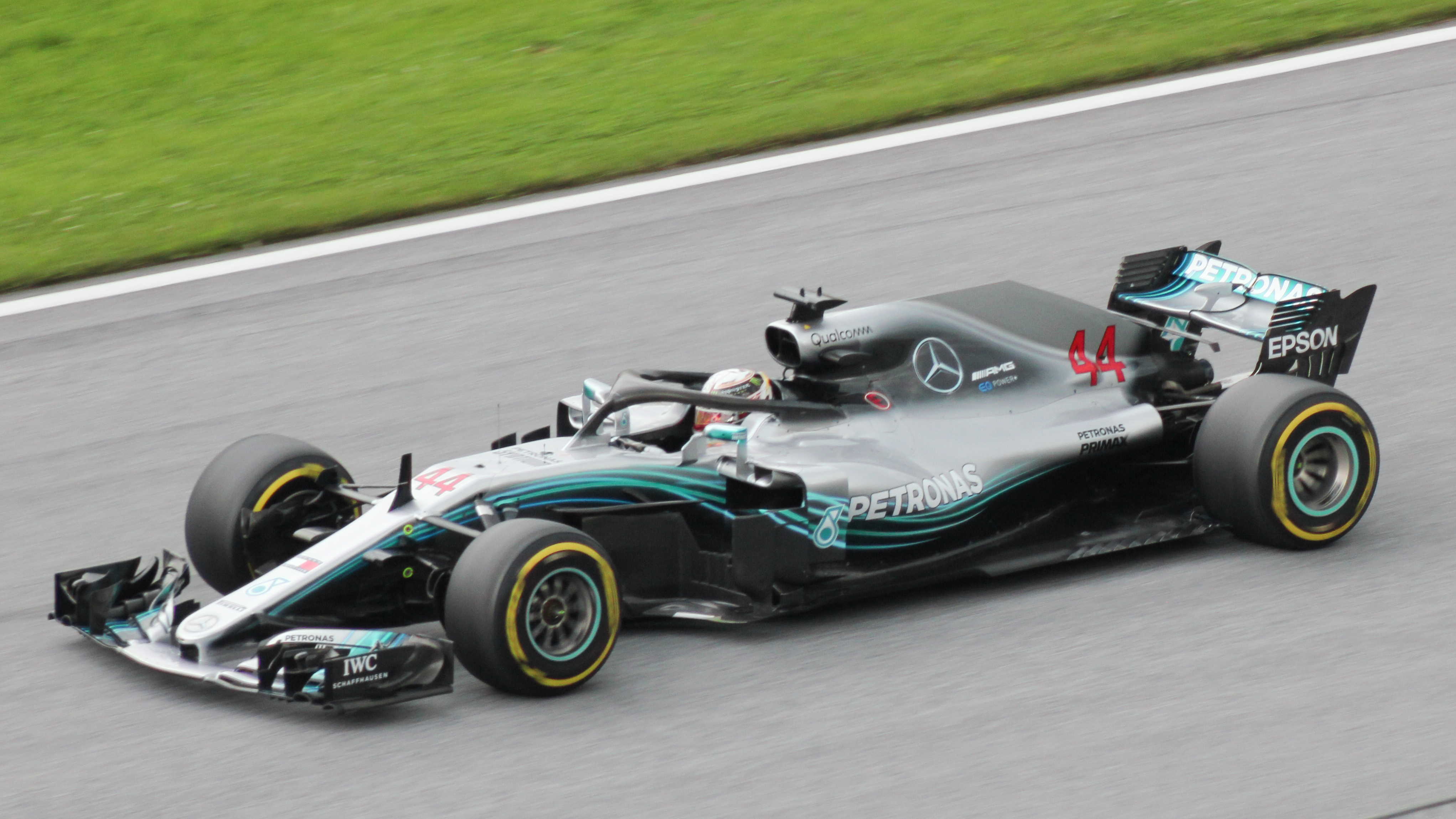
مرسدس بنز-مک لارن قهرمان پنج دوره مسابقات فرمول یک فصل

### مرسدس آام‌گ
شرکت مرسدس آام‌گ در سال ۱۹۶۷ توسط هانس ورنر آوفرخت و ارهارد ملشر تأسیس شد. این شرکت در سال ۱۹۹۰ با مرسدس بنز قرارداد همکاری امضا کرد. سپس در سال ۱۹۹۹ قسمت عمده سهام آن به مرسدس فروخته شد. در سال ۲۰۰۵ این شرکت به‌طور کامل به مرسدس بنز واگذار گردید.

### مرسدس بنز-مک لارن
در بین سال‌های ۲۰۰۳ تا ۲۰۰۹ مرسدس بنز اقدام به همکاری با کمپانی انگلیسی مکلارن نمود. ثمره این همکاری تولید خودرو اس ال آر که از تکنولوژی‌های خودروهای فرمول وان مکلارن-مرسدس بهره می‌برد بود. در سال ۲۰۰۹ مکلارن تولید خودرو اس ال آر را متوقف کرد و اقدام به تولید خودرو به‌طور مستقل نمود. در سال ۲۰۱۱ خودرو MP4-12C و در سال ۲۰۱۲ خودرو پی۱ توسط مکلارن به بازار عرضه شد.

### مایباخ
مایباخ یکی از شرکت‌های زیرمجموعه بنز بود، که تا سال ۲۰۱۳ سازنده خوردوی سوپر لوکس مایباخ بشمار می‌آمد. در سال ۲۰۱۳ به دلیل فروش بسیار پایین، خط تولید این برند متوقف شد. با این حال، شرکت دایملر مجدداً تصمیم گرفت از نام میباخ به صورت برند مرسدس-مایباخ برای خوردوی سوپر لوکس خود همانند مرسدس-مایباخ اس۶۰۰ استفاده کند.

## نگارخانه

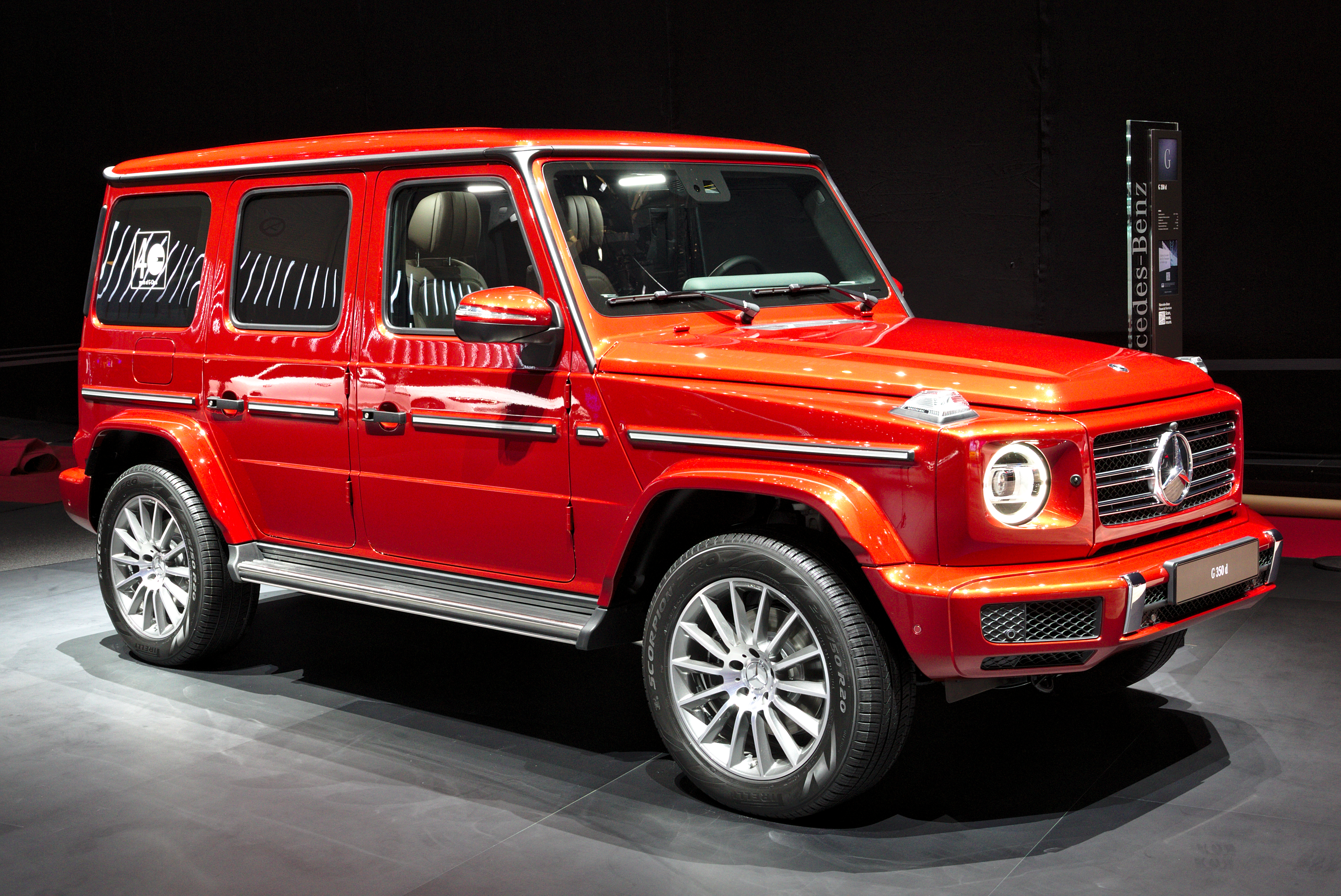
مرسدس-بنز کلاس-جی
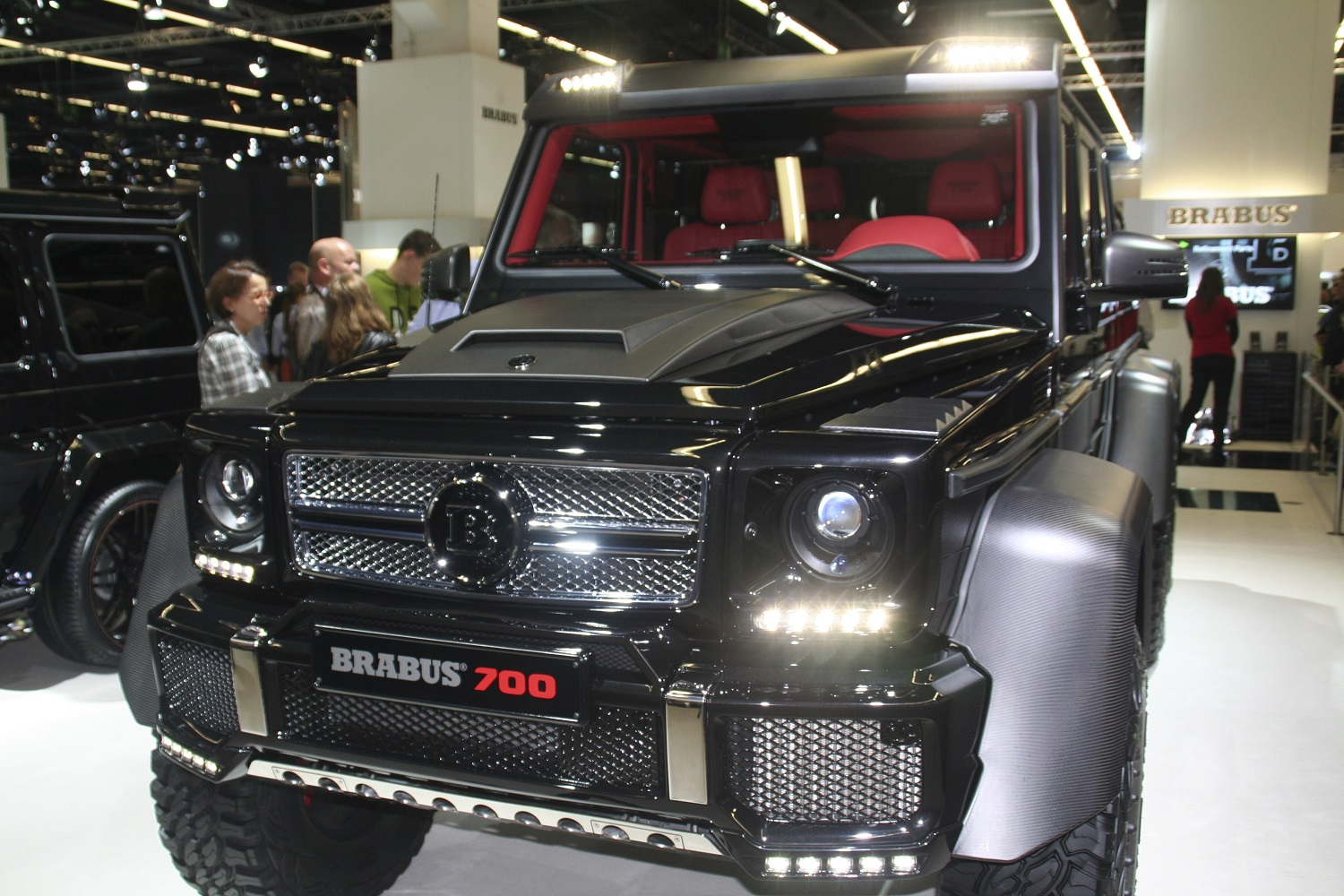
بنز برابوس ۷۰۰ در فرانکفورت
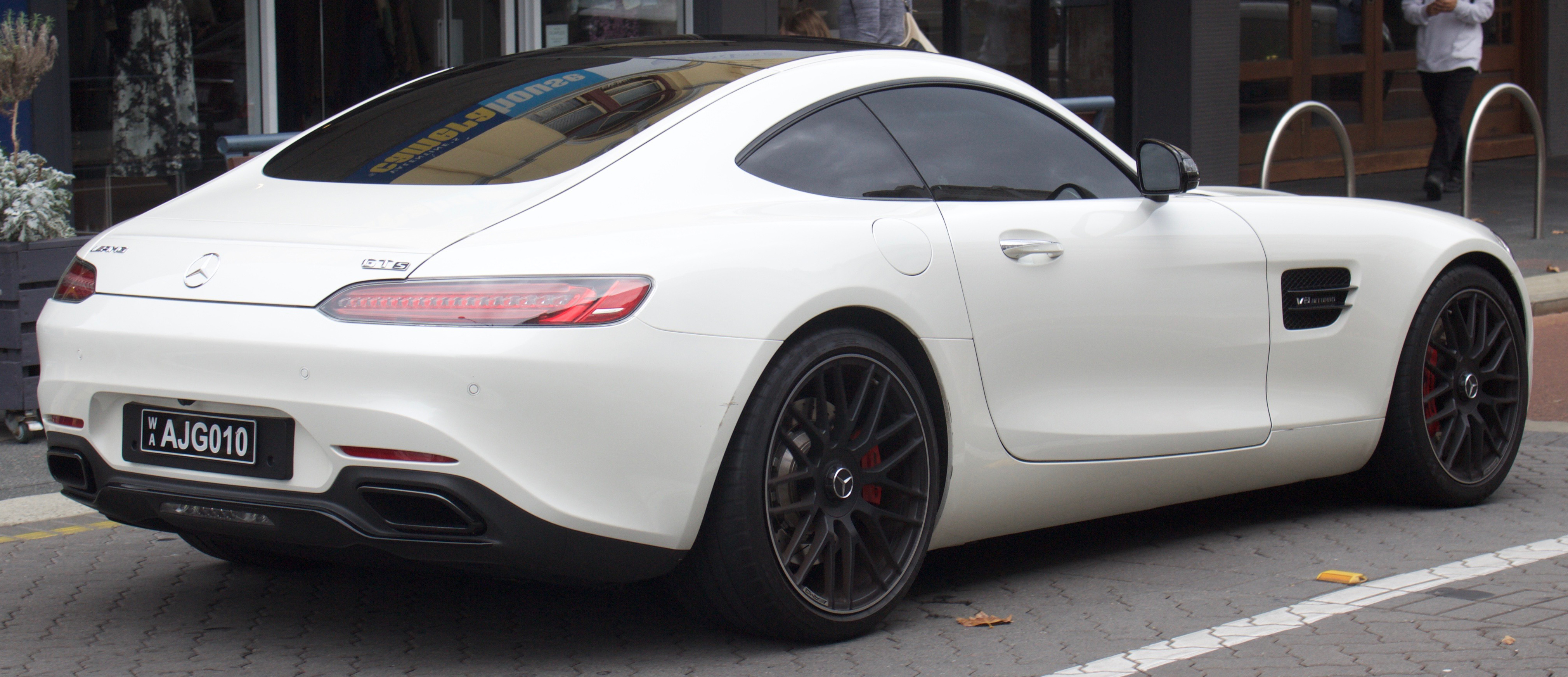
مرسدس-آام‌گ جی‌تی اس
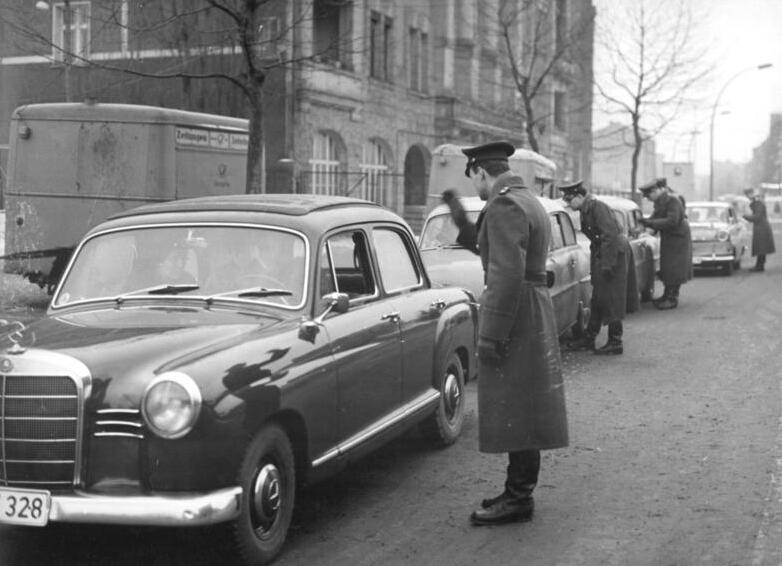
خودرو بنز در برلین غربی